# Mertz-Ninnis Valley
Mertz-Ninnis Valley är en undervattensdal i Antarktis. Den ligger i havet utanför Östantarktis. Australien gör anspråk på området.